# Мустафа Полутак
Мустафа Полутак (Горажде, 1. јануар 1946) бивши је заповедник четвртог корпуса Армије БиХ-а и садашњи политичар.

## Биографија
Основну и средњу школу завршио у Горажду. Војну Академију Копнене војске смер артиљерија завршио у Београду и Сарајеву од 1966. до 1970. године. У међувремену (1980—1982) завршио Командно-штабну академију у Београду (магистрирао). Одлуком Предсједништва БиХ 1997. унапријеђен у чин бригадног генерала. Пензионисан 2000. године. Од 2002. године на челу је Удружења за заштиту тековина борбе за Босну и Херцеговину. Објавио више стручних чланака у часопису "КОРАК". Учесник на више научних скупова са којих су објављивани чланци у часописима и брошурама. Аутор је књиге: "Како смо бранили Босну и Херцеговину ". Председник је Кантоналног одбора Форума Сениора Социјалдемократске партије Босне и Херцеговине.
У Југословенској народној армији службовао у Високом, Ђакову, Нашицама, Кисељаку. Обављао командне дужности од командира вода до команданта пука. Похађао и завршио више стручних курсева и курс команданата пукова и бригада. Редовно напредовао у чину од потпоручника до потпуковника. Југословенску народну армију напустио почетком априла 1992. године и укључио се у Територијалну Одбрану Републике Босне и Херцеговине (ТОРБиХ ) 08. априла 1992. године. У ТО РБиХ и Армији Републике Босне и Херцеговине за време рата обављао следеће дужности:
1. Организатор и координатор ТО на простору средње Босне (простор Кисељак, Крешево, Фојница, Бусовача и Високо)
2. Командант Тактичке Групе 1. "Игман"
3. Оперативац у Штабу Врховне команде Армије Републике Босне и Херцеговине
4. Начелник Управе родова Генералштаба Армије Републике Босне и Херцеговине
5. Командант 4. Корпуса (Мостар)

Послије рата обављао дужности:
1. Командант артиљеријске дивизије Војске Федерације Босне и Херцеговине
2. Начелник Управе за мобилизацију, организацију и структуру Заједничке команде Војске Федерације Босне и Херцеговине

Пензионисан је 2000. године.

### Функције
Функције које је генерал Мустафа Полутак обављао у својој каријери:
- Командант Четвртог мешовитог артиљеријског пука - ЈНА
- Организатор и координатор ТО на територији средње Босне
- Командант тактичке групе 1 " Игман"
- Оперативац у ШВК АРБиХ
- Начелник управе родова ГШ АРБиХ
- Командант 4. Корпуса АРБИХ
- Командант Артиљеријске дивизије ВФБиХ
- Начелник Управе за мобилизацију, организацију и структуру у ЗК ВФБиХ